# Arthroleptis fichika
Espèce
Statut de conservation UICN

 EN B1ab(i,iii) : En danger
Arthroleptis fichika est une espèce d'amphibiens de la famille des Arthroleptidae.

## Répartition
Cette espèce est endémique de Tanzanie. Elle se rencontre dans les monts Usambara occidentaux et les monts Pare septentrionaux.

## Étymologie
Le nom spécifique fichika vient du kiswahili fichika, caché, en référence au fait que cette espèce est une espèce cryptique, identifiée grâce à des analyses moléculaires.

## Publication originale
- Blackburn, 2009 : Description and phylogenetic relationships of two new species of miniature Arthroleptis (Anura: Arthroleptidae) from the Eastern Arc Mountains of Tanzania. Breviora, Museum of Comparative Zoology, no 517, p. 1-17 (texte intégral).